# Pla Morgenthau

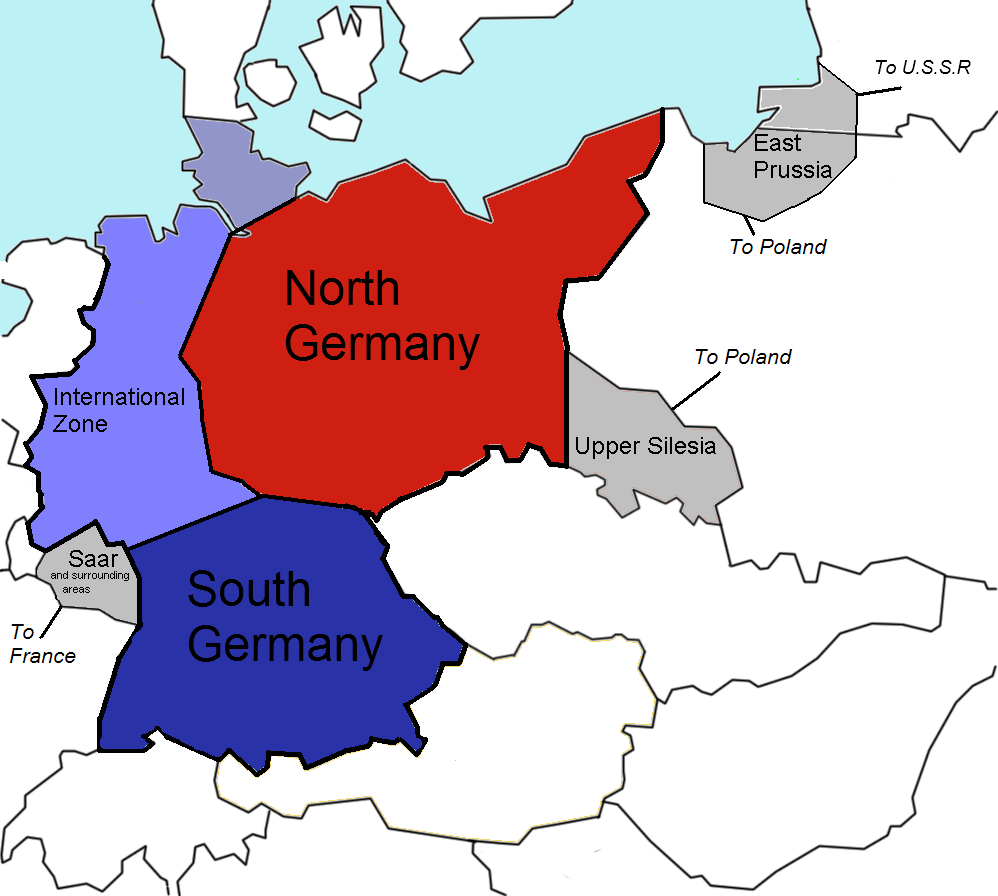
El Pla Morgenthau mostra la partició d'Alemanya en un Estat del Nord (vermell), l'Estat del Sud (Blau fosc), i una zona internacional (blau clar). Les àrees en gris són les superfícies destinades a control per part de França, Polònia i l'URSS.

L'anomenat Pla Morgenthau va ser una de les propostes aliades per a ocupar Alemanya en ésser derrotat aquest país a la Segona Guerra Mundial. Aquest pla va ser proposat el 1944 pel Secretari del Tresor dels Estats Units, Henry Morgenthau Jr., i es va caracteritzar per l'aplicació de severes mesures cap a l'Alemanya derrotada, l'objectiu de les quals era evitar que un estat alemany assolís suficient poder militar per atacar algú dels seus veïns novament, desposseint-la rere la guerra de tot el seu potencial industrial. Com a mostra del ressentiment anti-alemany per considerar-ho responsable de la guerra, entre algunes altres de les mesures previstes estava el pla per esterilitzar als barons alemanys menors de quaranta anys. El Pla Morgenthau seria rebutjat a favor de l'anomenada línia Oder-Neisse, que va definir les actuals fronteres alemanyes.

## Contingut
Els principals aspectes del Pla Morgenthau eren els següents: 
- L'Alta Silèsia i les 2/3 parts de Prússia Oriental serien cedides a Polònia
- La Unió Soviètica rebria la tercera part oriental de Prússia Oriental.
- La regió del Ruhr i tot el territori al nord del canal de Kiel (Schleswig-Holstein) es convertirien en zones internacionals, governades per una organització internacional establerta per l'Organització de les Nacions Unides.
- La regió de Saarland seria annexada a França.
- La resta d'Alemanya seria dividida en dos estats: 
  - Alemanya del Nord: abastaria Saxònia, Turíngia i els territoris del Regne de Prússia que no havien estat lliurats a Polònia.
  - Alemanya del Sud: abastaria Baviera, Württemberg i Baden.

## Desenvolupament frustrat
El President dels Estats Units, Franklin Delano Roosevelt va ser convençut per Morgenthau perquè li presentés el pla al premier britànic Winston Churchill en una conferència a Québec, el 16 de setembre de 1944. Churchill inicialment va estar reticent a signar un document, però va ser dissuadit i es va signar un memoràndum on s'indicava que en el futur, hauria de cercar-se la manera d'eliminar les indústries d'armes d'Alemanya en les regions del Ruhr i del Sarre.
Malgrat tot, el pla es va filtrar a la premsa, i la negativa reacció del poble dels Estats Units al mateix, va obligar a Roosevelt a distanciar-se públicament del pla Morgenthau, encara que en futures conferències intentaria tornar a introduir alguns punts.
En conèixer-se el pla a Alemanya, el Ministre de Propaganda, Joseph Goebbels, va utilitzar aquests plans dels Estats Units per explotar el nacionalisme alemany, ja que argumentava que continuar la guerra era l'única manera possible de mantenir l'estat alemany. El resultat va ser una recrudescència de la resistència alemanya, el que va venir a reforçar als Estats Units l'opinió desfavorable al mencionat pla.
En disminuir la influència de Morgenthau davant el president Roosevelt, es va començar a veure el Pla Morgenthau com una solució que lliuraria un estat alemany feble a la Unió Soviètica, per la qual cosa els aliats occidentals ho van rebutjar. Malgrat tot, durant l'ocupació aliada d'Alemanya, s'aplicaria un programa de desindustrialització, el principal resultat del qual seria la disminució de la producció d'acer alemany.